# Bremen-Burg
Bremen-Burg – stacja kolejowa w Bremie, w Niemczech. Znajdują się tu 3 perony.